# American Tobacco Co. v. Werckmeister
 (juillet 2021).
American Tobacco Company (en) v. Werckmeister , 207 US 284 (1907), est un arrêt de la Cour suprême des États-Unis dans laquelle la Cour a jugé que la saisie par le United States Marshals Service dans une affaire de droit d'auteur de certaines images, en vertu d'une injonction de réclamation du bien, ne constituait pas une perquisition et une saisie abusives.